# Multistars
Il Multistars è un meeting annuale di atletica leggera riservato alle prove multiple: decathlon per gli uomini ed eptathlon per le donne.
Si tiene in Italia ogni anno dal 1988 (ad eccezione del 2020, edizione cancellata a causa della pandemia di COVID-19) e dal 1999 è inserito nel circuito internazionale del World Athletics Combined Events Tour. Ha avuto diverse sedi: le prime sette edizioni hanno avuto luogo a Brescia, per poi essere spostato dal 1995 al 2012 a Desenzano del Garda. Dal 2013 al 2018 è stato ospitato allo stadio Luigi Ridolfi di Firenze, mentre dal 2019 al 2021 è stato trasferito a Lana. Le edizioni del 2022 e 2023 hanno avuto luogo rispettivamente a Grosseto e Desenzano del Garda, mentre dal 2024 ha fatto ritorno al campo di atletica "Gabre Gabric" Sanpolino di Brescia.

## Albo d'oro
Di seguito viene riportato l'elenco di tutti i vincitori e le vincitrici delle diverse edizioni del Multistars.
| Edizione | Decathlon              | Punteggio              | Eptathlon              | Punteggio              |
| -------- | ---------------------- | ---------------------- | ---------------------- | ---------------------- |
| 1988     | Sasa Karan             | 7554 p.                | Christine Hoss         | 5547 p.                |
| 1989     | Alex Kruger            | 7637 p.                | Kim Hagger             | 6047 p.                |
| 1990     | Miguel Valle           | 7385 p.                | Liliana Năstase        | 6342 p.                |
| 1991     | Robert Změlík          | 8297 p.                | Liliana Năstase        | 6482 p.                |
| 1992     | Robert Změlík          | 8086 p.                | Liliana Năstase        | 6565 p.                |
| 1993     | Sheldon Blockburger    | 8296 p.                | Svetla Dimitrova       | 6470 p.                |
| 1994     | Sándor Munkácsi        | 7895 p.                | Svetlana Buraga        | 6284 p.                |
| 1995     | Indrek Kaseorg         | 7998 p.                | Irina Vostrikova       | 6106 p.                |
| 1996     | Robert Změlík          | 8232 p.                | Karin Periginelli      | 5887 p.                |
| 1997     | Beniamino Poserina     | 8069 p.                | Urszula Włodarczyk     | 6063 p.                |
| 1998     | Oleksandr Jurkov       | 8034 p.                | Irina Vostrikova       | 6162 p.                |
| 1999     | Oleksandr Jurkov       | 8215 p.                | Gertrud Bacher         | 6185 p.                |
| 2000     | Jiří Ryba              | 8339 p.                | Svetlana Kazanina      | 6111 p.                |
| 2001     | Indrek Kaseorg         | 7834 p.                | Svetlana Kazanina      | 6159 p.                |
| 2002     | Jaakko Ojaniemi        | 8092 p.                | Julie Hollman          | 6093 p.                |
| 2003     | Dmitrij Karpov         | 8253 p.                | Margaret Simpson       | 5952 p.                |
| 2004     | Claston Bernard        | 8050 p.                | Marie Collonvillé      | 6228 p.                |
| 2005     | Phil McMullen          | 8107 p.                | Margaret Simpson       | 6006 p.                |
| 2006     | Chris Boyles           | 7855 p.                | Karolina Tymińska      | 6178 p.                |
| 2007     | Paul Terek             | 8134 p.                | Jessica Ennis          | 6388 p.                |
| 2008     | Frédéric Xhonneux      | 8142 p.                | Marie Collonvillé      | 6256 p.                |
| 2009     | Jake Arnold            | 7994 p.                | Jessica Ennis          | 6587 p.                |
| 2010     | Jake Arnold            | 7994 p.                | Marina Gončarova       | 6008 p.                |
| 2011     | Luiz Alberto de Araújo | 7858 p.                | Margaret Simpson       | 6270 p.                |
| 2012     | Dmitrij Karpov         | 8172 p.                | Sofia Yfantidou        | 6109 p.                |
| 2013     | Andrėj Kraŭčanka       | 8390 p.                | Anouk Vetter           | 5872 p.                |
| 2014     | Eelco Sintnicolaas     | 8161 p.                | Morgan Lake            | 5896 p.                |
| 2015     | Paweł Wiesiołek        | 7863 p.                | Sofia Yfantidou        | 5900 p.                |
| 2016     | Lars Vikan Rise        | 7868 p.                | Vanessa Spínola        | 6100 p.                |
| 2017     | Jefferson Santos       | 7728 p.                | Evelis Aguilar         | 6228 p.                |
| 2018     | Martin Roe             | 8228 p.                | Erica Bougard          | 6327 p.                |
| 2019     | Jan Doležal            | 8117 p.                | Annie Kunz             | 5971 p.                |
| 2020     | Edizione non disputata | Edizione non disputata | Edizione non disputata | Edizione non disputata |
| 2021     | Martin Roe             | 8055 p.                | María Vicente          | 6304 p.                |
| 2022     | Markus Rooth           | 8307 p.                | Annik Kälin            | 6398 p.                |
| 2023     | Karel Tilga            | 8482 p.                | Taliyah Brooks         | 6330 p.                |
| 2024     | Jente Hauttekeete      | 8020 p.                | Taliyah Brooks         | 6330 p.                |

## Record del meeting
Statistiche aggiornate all'edizione 2024.
| Gara                                     | Atleta          | Prestazione | Data              |
| ---------------------------------------- | --------------- | ----------- | ----------------- |
| Decathlon                                | Karel Tilga     | 8482 p.     | 29-30 aprile 2023 |
| 100 metri piani                          | Chris Huffins   | 10"40       | 8 maggio 1999     |
| Salto in lungo                           | Robert Změlík   | 7,81 m      | 18 maggio 1991    |
| Getto del peso                           | José Lemos      | 16,62 m     | 27 aprile 2019    |
| Salto in alto                            | Chris Boyles    | 2,18 m      | 7 maggio 2005     |
| 400 metri piani                          | David Hall      | 46"46       | 15 maggio 2015    |
| 110 metri ostacoli                       | Dmitrij Karpov  | 13"97       | 12 maggio 2002    |
| Lancio del disco                         | Brian Brophy    | 52,02 m     | 16 maggio 1993    |
| Salto con l'asta                         | Paul Terek      | 5,42 m      | 11 maggio 2003    |
| Lancio del giavellotto                   | Ashley Bryant   | 70,42 m     | 3 maggio 2013     |
| 1500 metri piani                         | Joseph Detmer   | 4'05"31     | 11 maggio 2008    |
| Eptathlon                                | Jessica Ennis   | 6589 p.     | 9-10 maggio 2009  |
| 100 metri ostacoli                       | Liliana Nastase | 12"91       | 16 maggio 1992    |
| Salto in alto                            | Jessica Ennis   | 1,95 m      | 5 maggio 2007     |
| Getto del peso                           | Vera Yepimashko | 16,68 m     | 8 maggio 2004     |
| 200 metri piani                          | Yasmina Azzizi  | 23"38       | 16 maggio 1992    |
| Salto in lungo                           | Liliana Nastase | 6,71 m      | 17 maggio 1992    |
| Lancio del giavellotto                   | Sofia Yfantidou | 55,81 m     | 29 aprile 2017    |
| Lancio del giavellotto (vecchio modello) | Nathalie Teppe  | 59,26 m     | 16 maggio 1993    |
| 800 metri piani                          | Monica Westen   | 2'05"20     | 17 maggio 1992    |